# Gardouch
Gardouch [ɡaʁduʃ] est une commune française située dans l'est du département de la Haute-Garonne, en région Occitanie. Sur le plan historique et culturel, la commune est dans le Lauragais, l'ancien « Pays de Cocagne », lié à la fois à la culture du pastel et à l’abondance des productions, et de « grenier à blé du Languedoc ».
Exposée à un climat océanique altéré, elle est drainée par le canal du Midi, l'Hers-Mort, la Thésauque, le ruisseau de Gardijol, le ruisseau du Caransou et par divers autres petits cours d'eau.
Gardouch est une commune rurale qui compte 1 360 habitants en 2022, après avoir connu une forte hausse de la population depuis 1975. Elle fait partie de l'aire d'attraction de Toulouse. Ses habitants sont appelés les Gardouchois ou  Gardouchoises.
Le patrimoine architectural de la commune comprend deux  immeubles protégés au titre des monuments historiques : le canal du Midi et ses ouvrages l'aqueduc des Voûtes, inscrit en 1998, et l'écluse, inscrite en 1998.

## Géographie

### Localisation
1. Carte dynamique
2. Carte Openstreetmap
3. Carte topographique
4. Carte avec les communes environnantes

La commune de Gardouch se trouve dans le département de la Haute-Garonne, en région Occitanie.
Elle se situe à 31 km à vol d'oiseau de Toulouse, préfecture du département, et à 27 km de Revel, bureau centralisateur du canton de Revel dont dépend la commune depuis 2015 pour les élections départementales.
La commune fait en outre partie du bassin de vie de Villefranche-de-Lauragais.
Les communes les plus proches sont : 
Vieillevigne (2,5 km), Saint-Rome (2,7 km), Villefranche-de-Lauragais (2,9 km), Seyre (3,3 km), Renneville (3,4 km), Montclar-Lauragais (4,3 km), Montgaillard-Lauragais (4,6 km), Villenouvelle (5,2 km).
Sur le plan historique et culturel, Gardouch fait partie du Lauragais, occupant une vaste zone, autour de l’axe central que constitue le canal du Midi, entre les agglomérations de Toulouse au nord-ouest et Carcassonne au sud-est et celles de Castres au nord-est et Pamiers au sud-ouest. C'est l'ancien « Pays de Cocagne », lié à la fois à la culture du pastel et à l’abondance des productions, et de « grenier à blé du Languedoc ».
Gardouch est limitrophe de huit autres communes.
Les communes limitrophes sont  Lagarde, Montclar-Lauragais, Montesquieu-Lauragais, Renneville, Saint-Rome, Seyre, Vieillevigne et Villefranche-de-Lauragais.
| Vieillevigne          | Saint-Rome | Villefranche-de-Lauragais |
| Montesquieu-Lauragais | Gardouch   | Renneville                |
| Seyre                 | Lagarde    | Montclar-Lauragais        |

### Géologie et relief
La superficie de la commune de Gardouch est de 1 631 hectares. Son altitude varie de 168  à   259 mètres.

### Hydrographie

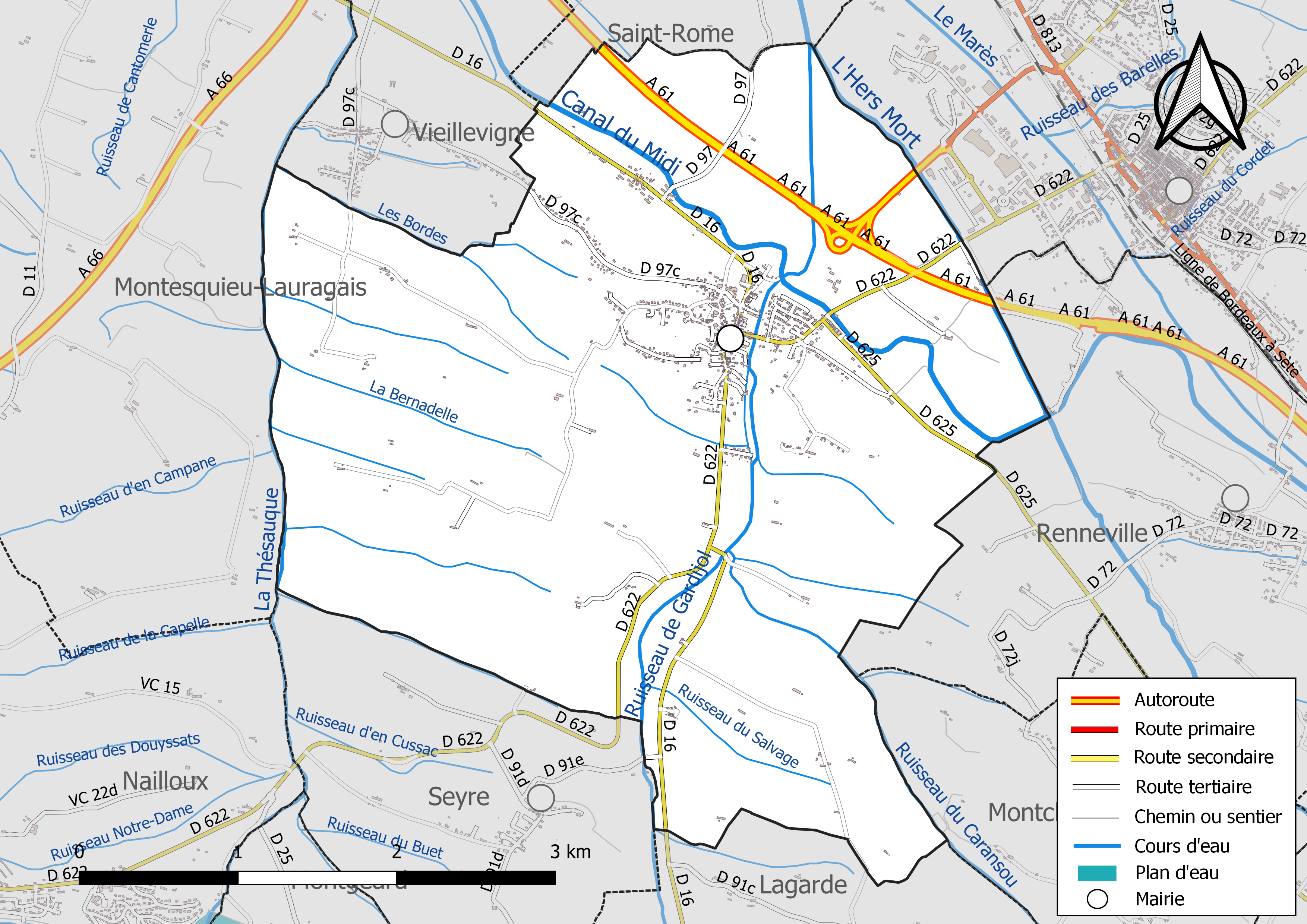
Réseaux hydrographique et routier de Gardouch.

La commune est dans le bassin de la Garonne, au sein du bassin hydrographique Adour-Garonne. Elle est drainée par le canal du Midi, l'Hers-Mort, la Thésauque, le ruisseau de Gardijol, le ruisseau du Caransou, un bras du Ruisseau de Gardijol, la Bernadelle, Les Bordes, le ruisseau du Salvage et par divers petits cours d'eau, constituant un réseau hydrographique de 26 km de longueur totale,.
Le canal du Midi, d'une longueur totale de 239,8 km, est un canal de navigation à bief de partage qui relie Toulouse à la mer Méditerranée depuis le xviie siècle.
L'Hers-Mort, d'une longueur totale de 89,3 km, prend sa source dans la commune de Laurac (11) et s'écoule du sud-est vers le nord-ouest. Il traverse la commune et se jette dans la Garonne à Grenade, après avoir traversé 40 communes.
La Thésauque, d'une longueur totale de 16,7 km, prend sa source dans la commune de Caignac et s'écoule vers le nord. Il traverse la commune et se jette dans l'Hers-Mort à Villenouvelle.
Le ruisseau de Gardijol, d'une longueur totale de 22,2 km, prend sa source dans la commune de Mézerville (11) et s'écoule vers le nord. Il se jette dans l'Hers-Mort sur le territoire communal, après avoir traversé 9 communes.

### Climat
Pour des articles plus généraux, voir Climat de l'Occitanie et Climat de la Haute-Garonne.
En 2010, le climat de la commune est de type climat du Bassin du Sud-Ouest, selon une étude s'appuyant sur une série de données couvrant la période 1971-2000. En 2020, Météo-France publie une typologie des climats de la France métropolitaine dans laquelle la commune est exposée à un climat océanique altéré et est dans la région climatique Aquitaine, Gascogne, caractérisée par une pluviométrie abondante au printemps, modérée en automne, un faible ensoleillement au printemps, un été chaud (19,5 °C), des vents faibles, des brouillards fréquents en automne et en hiver et des orages fréquents en été (15 à 20 jours).
Pour la période 1971-2000, la température annuelle moyenne est de 13,4 °C, avec une amplitude thermique annuelle de 16,1 °C. Le cumul annuel moyen de précipitations est de 695 mm, avec 9 jours de précipitations en janvier et 5,5 jours en juillet. Pour la période 1991-2020, la température moyenne annuelle observée sur la station météorologique la plus proche, située à Ségreville à 12 km à vol d'oiseau, est de 13,4 °C et le cumul annuel moyen de précipitations est de 747,6 mm,. Pour l'avenir, les paramètres climatiques de la commune estimés pour 2050 selon différents scénarios d'émission de gaz à effet de serre sont consultables sur un site dédié publié par Météo-France en novembre 2022.

### Milieux naturels et biodiversité
Aucun espace naturel présentant un intérêt patrimonial n'est recensé dans la commune dans l'inventaire national du patrimoine naturel,,.

## Urbanisme

### Typologie
Au 1er janvier 2024, Gardouch est catégorisée bourg rural, selon la nouvelle grille communale de densité à sept niveaux définie par l'Insee en 2022.
Elle est située hors unité urbaine. Par ailleurs la commune fait partie de l'aire d'attraction de Toulouse, dont elle est une commune de la couronne,. Cette aire, qui regroupe 527 communes, est catégorisée dans les aires de 700 000 habitants ou plus (hors Paris),.

### Occupation des sols
L'occupation des sols de la commune, telle qu'elle ressort de la base de données européenne d’occupation biophysique des sols Corine Land Cover (CLC), est marquée par l'importance des territoires agricoles (92,5 % en 2018), en diminution par rapport à 1990 (94,9 %). La répartition détaillée en 2018 est la suivante : 
terres arables (80 %), zones agricoles hétérogènes (12,4 %), zones urbanisées (5,3 %), forêts (2,2 %). L'évolution de l’occupation des sols de la commune et de ses infrastructures peut être observée sur les différentes représentations cartographiques du territoire : la carte de Cassini (XVIIIe siècle), la carte d'état-major (1820-1866) et les cartes ou photos aériennes de l'IGN pour la période actuelle (1950 à aujourd'hui).

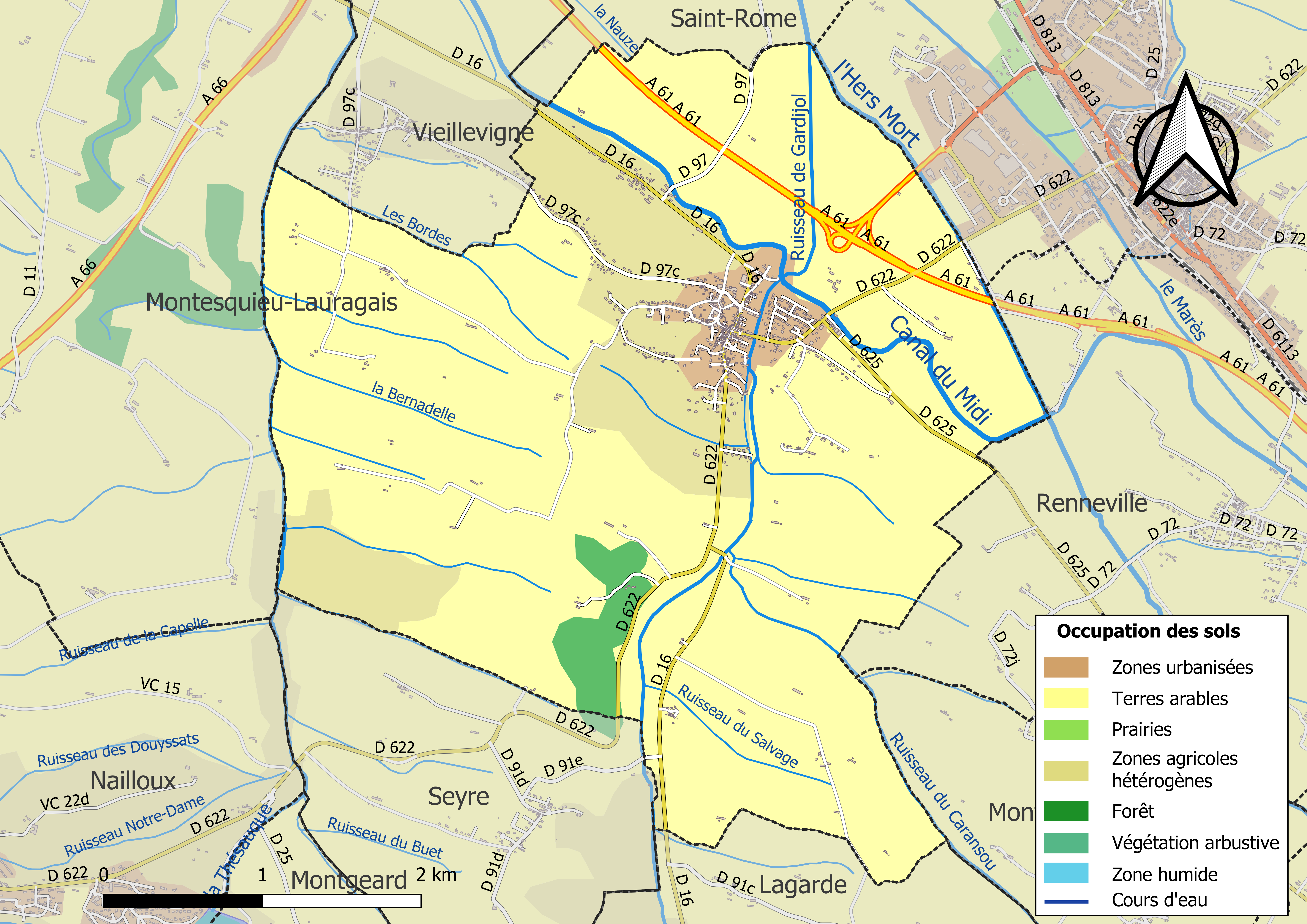
Carte des infrastructures et de l'occupation des sols de la commune en 2018 (CLC).

### Voies de communication et transports
Accès par l'autoroute A61, sortie  20 et les anciennes routes nationales RN622 et RN625.
La commune est desservie par les lignes 83, 908 et 909 du réseau Arc-en-Ciel.

### Risques majeurs
Le territoire de la commune de Gardouch est vulnérable à différents aléas naturels : météorologiques (tempête, orage, neige, grand froid, canicule ou sécheresse), inondations et séisme (sismicité très faible). Il est également exposé à un risque technologique, la rupture d'un barrage. Un site publié par le BRGM permet d'évaluer simplement et rapidement les risques d'un bien localisé soit par son adresse soit par le numéro de sa parcelle.

#### Risques naturels
Certaines parties du territoire communal sont susceptibles d’être affectées par le risque d’inondation par débordement de cours d'eau, notamment l'Hers-Mort, le ruisseau de Gardijol et le Thésauque. La commune a été reconnue en état de catastrophe naturelle au titre des dommages causés par les inondations et coulées de boue survenues en 1982, 1996, 1997, 1998, 1999, 2009 et 2018,.

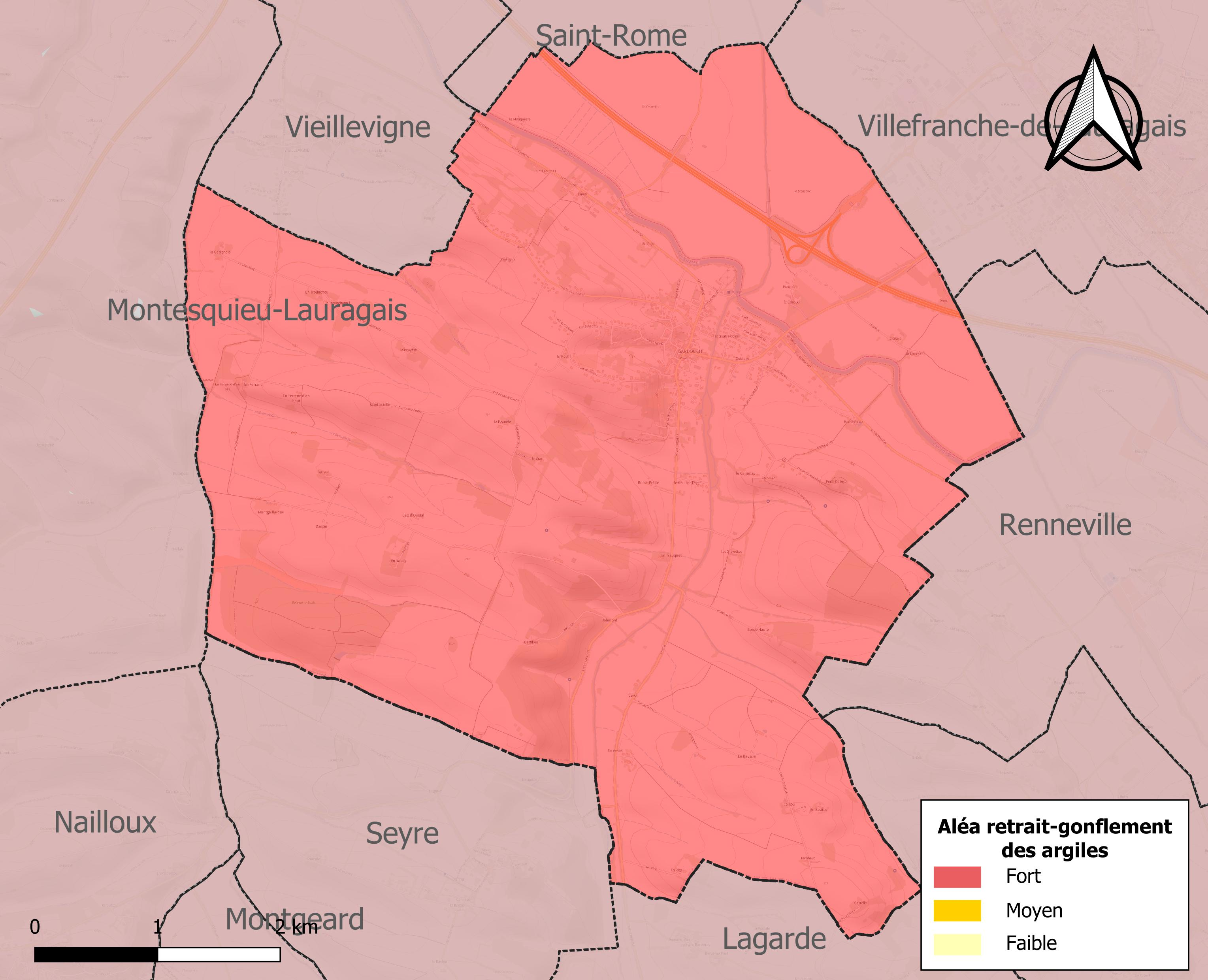
Carte des zones d'aléa retrait-gonflement des sols argileux de Gardouch.

Le retrait-gonflement des sols argileux est susceptible d'engendrer des dommages importants aux bâtiments en cas d’alternance de périodes de sécheresse et de pluie. La totalité de la commune est en aléa moyen ou fort (88,8 % au niveau départemental et 48,5 % au niveau national). Sur les 529 bâtiments dénombrés dans la commune en 2019, 529 sont en aléa moyen ou fort, soit 100 %, à comparer aux 98 % au niveau départemental et 54 % au niveau national. Une cartographie de l'exposition du territoire national au retrait gonflement des sols argileux est disponible sur le site du BRGM,.
Par ailleurs, afin de mieux appréhender le risque d’affaissement de terrain, l'inventaire national des cavités souterraines permet de localiser celles situées dans la commune.
Concernant les mouvements de terrains, la commune a été reconnue en état de catastrophe naturelle au titre des dommages causés par la sécheresse en 2003, 2012 et 2016 et par des mouvements de terrain en 1999.

#### Risques technologiques
La commune est en outre située en aval du barrage de l'Estrade sur la Ganguise (département de l'Aude). À ce titre elle est susceptible d’être touchée par l’onde de submersion consécutive à la rupture de cet ouvrage.

## Toponymie
Gardouch (Gardubium à l’époque gallo-romaine) est la déformation de « Gardog » probablement issu de l’Occitan « Gardar » (garder / surveiller / Lieu de guet sur un point élevé).

## Histoire
À l'époque féodale, Gardouch, comme les autres villages situés de part et d'autre du sillon lauragais, avait un rôle défensif, c'était un castrum.
Le castrum de Gardog se composait de trois forts.
Sur la colline du Pech de Gardog, le castellum protégeait le village de Gardog (déformé en Gardouch) 
Au pied du Pech, le « fort du Bas » se composait de deux tours entourant un bastion défensif, le tout protégé par un fossé.
Le « fort Supra » à Ornolac complétait le dispositif.
Pendant la guerre de Cent Ans, le château fort (le castellum) fut détruit par le Prince Noir. Le comte de Toulouse, Raimond VII, le fit remettre en état.
À l'époque du Pastel, le village s'étale au bas de la colline le long de la Côte Pavée et de la rue de la République actuelles.
Les avantages liés au creusement du canal de Riquet au XVIIe siècle viennent réparer les désastres causés par les guerres de religion. Du port des Agals, grains, pailles et fourrages partaient vers le Pays-Bas tandis que remontaient pierres, graviers et vins.

### Pas moins de 23 moulins pasteliers à Gardouch auXVIesiècle
Gardouch fait partie de l’ancien « Pays de Cocagne » enrichi par la production de pastel à partir du XIIe siècle, mais aussi par l’abondance de la production céréalière (le Lauragais grenier à blé du Languedoc). Le compoix du XVIe siècle de Gardouch nous renseigne sur les propriétaires de biens dans le village. On dénombre, entre autres possessions (maisons dans le Fort / oustals / nombreuses bordes / terres), 23 moulins pasteliers, ce qui est un nombre exceptionnel par rapport aux autres communes, probablement lié à la typologie du paysage (cours d’eau à haut débit et collines exposées aux vents).

### La chapelle Notre-Dame de Bonnenouvelle
Cette ancienne chapelle dîmaire dédiée à Notre-Dame de Bonnenouvelle, aujourd’hui disparue, était située sur les hauteurs de Gardouch, près du croisement du Chemin de Pouzic et Chemin des Coteaux.

### L’église Saint-Sernin
L’église actuelle dédiée à saint Martin est bâtie sur l’emplacement d’une ancienne église qui a été rasée. Cette ancienne église dédiée à saint Sernin est construite en par la famille de Varagne, seigneurs de Gardouch, à proximité de leur château (d’Ornoula ou Ornolac lui aussi disparu) et du hameau du Cammas. Des murailles défensives sont encore visibles, on trouve également la trace d’un cimetière abandonné non loin de la ferme d’Ornoula. En 1231, les de Varagnes donnent leur chapelle castrale à la communauté gardouchoise. Un clocher mur est édifié, au couchant.
En 1355, au début de la guerre de Cent Ans, Edouard de Woodstock (1330-1376) alias « le Prince Noir » fils aîné du roi d’Angleterre, met le Lauragais à feu et à sang sur son trajet de Bordeaux à Narbonne. Si l’on en croit les chroniqueurs, son armée aurait tout détruit sur son passage, y compris le château de Gardouch. Dans cette hypothèse l’église n’aurait pas été épargnée. C’était début novembre 1355. Quand on parle de destruction, il faut comprendre mise à sac et incendie. Concernant Gardouch, il n’existe malheureusement aucun écrit sur la destruction subie, la reconstruction, et la remise en état des lieux dégradés. À partir de 1360, les historiens considèrent que l’église et le château sont reconstruits, si toutefois ils ont été réellement détruits.
On ne trouve plus de documents relatifs à l’église jusqu’à la période des guerres de religion (de 1562 à 1598). A Noël 1567, messe de minuit sanglante pendant la célébration du « Nadalet » dans l’église Saint-Martin : Un groupe de protestants fait irruption à l’entonne de « Sounats campanettos - toquats carillous ». Ils égorgent à l’arme blanche prêtres, fidèles et gens d’église (résultat : 60 veuves, 120 orphelins, 11 serviteurs de l’église assassinés, selon les chroniques de l’époque). Après ce massacre, ils s’en prennent au toit et au clocher, de manière à rendre le lieu impropre au culte. Désormais, l’église ne sert plus à rien, ce qu’il en reste deviendra vite une ruine entourée de quatre murs. Les offices ont désormais lieu en bas du village, à l’oratoire de l’hôpital Saint-Jacques.
En 1596, trente ans après, le représentant du cardinal de Joyeuse, archevêque de Toulouse, effectue une visite pastorale à Gardouch et établit un procès-verbal soulignant un état des lieux déplorable. L’archevêque publie une ordonnance de reconstruction, mais les choses vont traîner en longueur. Plusieurs baux à besogne (devis) sont établis, jamais suivis d’effet. Le coseigneur de Gardouch, Arnave d’Ornolac, met des bâtons dans les roues en jugeant le coût trop élevé. Et dès 1613 le clocher menace carrément de s’écrouler. Il faut attendre 1620 pour que l’église soit reconstruite. C’est Louis Girard de Varagne Bélesta, gendre du pastellier toulousain Pierre de Cheverry (baron de La Réole) qui en prend l’initiative. Grâce aux fonds pastelliers et à Louis Girard, Gardouch récupère enfin son église paroissiale.
En 1638 l’archevêque de Toulouse Charles de Montchal nomme archiprêtre de Gardouch, Jean-Baptiste de Tirani, issu d’une famille d’avocats toulousains. C’est le début d’une dynastie d’archiprêtres « Tirani » à Gardouch. Jean-Baptiste de Tirani demeure en fonction jusqu’en 1671, date où son neveu ci-dessous lui succède. Gabriel I de Tirani, est archiprêtre pendant 40 ans de 1671 à 1714. Gabriel II de Tirani, succède à son oncle Gabriel I. Son ministère est exercé jusqu’en 1732.
Il semblerait que les seigneurs de Varagne Gardouch n’aient eu aucun atome crochu avec cette dynastie d’archiprêtres, mais plutôt des d’affinités avec la famille noble des Arnave, ces derniers n’ayant pourtant pas fait grand choses pour l’église paroissiale. A noter au passage que Gabriel I de Tirani dut gérer des démêlés avec les consuls locaux, notamment au sujet de la construction d’une sacristie, annexe de l’église (il voulait réutiliser les ruines du prieuré de Saint-Estèphe et les Gardouchois s’y opposèrent).
Pour les années qui suivent, rien de notable jusqu’à la Révolution, l’Empire et la Restauration. Mais un peu avant 1850, le curé et le conseil de fabrique commencent à se plaindre de lézardes de nature à mettre en péril la sécurité des fidèles. La décision de la démolir est prise vers 1863 et ce sera fait vers 1870.

### L’église Saint-Martin de Gardouch
L’église actuelle, dédiée à saint Martin, est de construction relativement récente puisqu’elle est édifiée vers 1870 sur un tiers de l’emprise au sol de l’ancienne église Saint-Sernin, dont les matériaux ont été réutilisés à la suite de la démolition. Contrairement à la tradition, le chœur est orienté vers l’ouest et l’entrée vers l’est. Il n’était pas envisageable de faire autrement si on voulait permettre un accès facile depuis la voie publique. Le talus calcaire a été entaillé et le niveau du sol de l’édifice actuel est plus bas d’environ 3 mètres que celui de l’ancien. Le style est du type néo-roman, courant pour les constructions de fin du XIXe siècle. Les voûtes ogivales sont du modèle Philibert Delorme. Le clocher carré ne ressemble à aucun clocher méridional.

### Le château de Gardouch
Le château médiéval situé au cœur de Gardouch sur le Pech, fief de la famille des de Varagne, est visible sur le cadastre de 1824. Egalement encore debout une grande partie du mur d’enceinte. Il aurait été construit sur l’emplacement d’un château plus ancien, le Pech présentant un point de vue idéal pour assurer la surveillance des mouvements de troupes sur l’antique voie romaine en contre bas.

### La naissance du village de Gardouch (Gardog)
Un embryon de petit village s’est naturellement constitué autour du château « le Fort du Pech » et de sa chapelle castrale (dédiée à saint Martin), le tout sous la protection des seigneurs. Les comtes de Toulouse détiennent une part des droits sur le castellum, disposition prise au cours de la croisade dite des Albigeois, pour des raisons politiques et stratégiques.
L’archiprêtré de Gardouch, territoire soumis à la juridiction de l’archiprêtre local, existait déjà vers le IXe siècle. Il s’étendait jusqu’aux abords de Toulouse, à une époque où des localités comme Villefranche-de-Lauragais ou Villenouvelle n’étaient pas encore fondées. Il faut savoir que « Gardog » était au départ un petit bourg entouré d’une forêt dense qui couvrait jusqu’aux XIIIe – XIVe siècles toute la région de Montaudran à Naurouze, véritable repaire de brigands. Le défrichement a commencé à partir du XIIIe siècle, avec l’apparition des bastides comme celles de Villenouvelle et Villefranche-de-Lauragais. Avec les risques d’invasions, le brigandage des « routiers » notamment (souvent d’anciens hommes d’armes désœuvrés) et la guerre de 100 ans (1337-1453), le Lauragais se dote de nombreux châteaux forts et murailles pour s’en protéger.

### Les seigneurs de Gardouch
Les seigneurs de Gardouch sont issus de l’ancienne noblesse du Languedoc dont la souche remonterait avant l’an 1000, il s’agit des de Baraigne aussi écrit de Varaigne ou de Varagne (en Occitan le V se prononce B). Ce nom de famille pourrait avoir un lien, sans preuve formelle, avec le village de Baraigne (Aude), écrit Varianus à l’époque gallo-romaine et plus tard en 1155 et 1318 Varanano., en 1382 Varanha, en 1494 Varainhe. Au début du XIIIe siècle, c’est un certain Estieu de Roqueville (fervent cathare) qui est seigneur de Baraigne.
D’après différents nobilaires (Hozier / Chérin / Dictionnaires de la noblesse), une lignée de Varagne est issue de la noblesse de Baziège (Vasiège), dont un certain Raymond du Bousquet (vivant en 1008) qui cède sa terre du Bousquet à Bernard du Fossat (vivant en 1090), ce dernier transmettant à son tour « sa terre du Bousquet + sa portion dans la ville de Vasiège » à son fils Guillaume de Gardouch marié à N. de Caramain
Issus de cette prestigieuse famille de Varagne : Des capitouls, viguiers, chevaliers, capitaines, pages, mestres de camps, commandeurs de l’Ordre de Malte, etc. Tout comme les comtes de Toulouse, les premiers de Varagne se convertissent au catharisme. Deux Parfaites, Ramona et Ermengarde, ainsi que le chevalier Ramon, attestent de l’adhésion d’une partie de la famille à la foi cathare. La lignée des de Varagne de Gardouch se serait éteinte au XXe siècle, mais au départ il y a eu quatre branches... à voir si l’une d’elle se serait perpétuée.
On note que pendant les guerres de religions, la seigneurie de Gardouch était pro-catholique, pendant qu’à la même époque celle de Saint-Rome, village limitrophe, était pro-protestante, avec son seigneur Marc Antoine d’Avessens (~1556-~1640), huguenot enragé, qui semait le désordre dans tout le Lauragais, avec une troupe d’une cinquantaine d’hommes d’armes.
La famille des de Varagne, vassaux des comtes de Toulouse, possèdent des terres en Lauragaises, ainsi que trois lieux fortifiés au castrum de Gardouch, sentinelle de la vallée boisée de l’Hers-Mort (d’après Odette Bedos) : Un castellum (château fort féodal) sur la « Colline du Pech » de Gardouch qui protège le village. Aujourd’hui détruit, il n’en reste que quelques vestiges de la muraille d’enceinte / Au pied du Pech côté Autant (Sud-Est) le « Fort du Bas » entouré d’un large fossé, datant de l’an 720 et qui assure la défense du lieu contre les incursions sarrasines. Il se composait de deux tours entourant un bastion défensif - Aujourd’hui détruit / Un autre « Fort Supra d’Ornolac » (supra = au-dessus de) ou « Donjon de Gardouch » pour veiller sur la Valée du Gardijol et celle de l’Hers-Mort. Ces trois forts placés à des endroits stratégiques pour optimiser la surveillance et la défense des personnes et des biens.
Cette Maison des de Varagne de Gardouch, originaire de la province de Languedoc, a possédé des terres très considérables dès le temps le plus reculé. Sa domination s’étendait en 1197 depuis les faubourgs de Toulouse jusqu’au faubourds de Carcassonne. Elle possédait la ville de Basièze et Gardouch avant l’an mille. Le marquis de Gardouch possédait encore cette dernière en 1765. Cette Maison a formé quatre branches : Celle de Gardouch (éteinte) / Celle de Vasiège (éteinte) / Celle de Biès (éteinte) / Celle de Varagne (qui subsiste). Vers le temps où l’on commença à prendre des noms fixes, les seigneurs dont nous parlons prirent ceux de leurs seigneuries. Il est certain que Raymond du Bousquet (vivant l’an 1008), Bernard du Fossat (1090), Guillaume de Gardouch (1153), Raymond de Gardouch (1162), Bertrand de Varagne (1174), Arnaud de Vasiège (1184), avaient une même origine. Cela est prouvé par les actes de la Maison, par ceux qui se trouvent au Trésor des Chartres du Roi & du Grand-Prieuré de Saint-Jean-de-Jérusalem à Toulouse.
BRANCHE DES SEIGNEURS DE GARDOUCH
1) Raymond du Bousquet (vivant en 1008) laissa sa terre du Bousquet à Bernard du Fossat (vivant en 1090).
2) Bernard du Fossat donna sa terre du Bousquet et la portion qu’il avait de la ville de Vasiège, accord signé avec Bertrand de Varagne et Guillaume de Vasiège (son frère), à son fils Guillaume de Gardouch. Il avait épousé N. de Caramain dont il eut :
● Guillaume de Gardouch (qui suit)
● Bernard du Fossat (vivant en 1153)
● Pons de Gardouch (vivant en 1153)
● Arnaud du Fossat (vivant en 1153)
3) Guillaume de Gardouch (vivant en 1153) donna à l’Hôpital Saint-Jean-de-Jérusalem, au mois de juillet 1153, l’église et le fief de Crabe-Scourade de Gagnac. Il eut pour fils (qui suit) :
4) Pierre de Gardouch père de (qui suit) :
5) Guillaume Pierre de Gardouch (vivant en 1271) qualifié chevalier, qui fit donation au Prieuré de Prouilhe (en 1272) des fiefs qu’il avait à Venastville et au Villars et lieux circonvoisins. Ses enfants furent :
● Guillaume Pierre de Gardouch (qui suit)
● Arnaud de Gardouch, chevalier hospitalier, commandeur de Saint-Michel-de-Lanès, qui s’obligea en 1279 envers Bernard de Mauvoisin, à une redevance de 10 fois annuels, en reconnaissance d’une donation qu’il avait faite à sa commanderie.
6) Guillaume Pierre de Gardouch (vivant en 1271), qualifié damoiseau, seigneur de Mauremont, Venasville, Montgailhard, co-seigneur de Gardouch. Il eut pour enfants :
● Sicard de Gardouch (qui suit).
● Guillaume Pierre de Gardouch, damoiseau, qui échangea (en 1328) certaine censive avec le Couvent de Prouille de Gardouch.
7) Sicard de Gardouch (1313-1359), damoiseau, seigneur de Mauremont, Montgailhard, Venasville, Gardouch. Il fut père de :
● N. de Gardouch qui porta son nom et ses terres dans la Maison de Puibusque et fut mère de Raymond de Puibusque, chevalier et chambellan du Roi.
BRANCHE DES SEIGNEURS DE VASIEGE
1) Bertrand de Varagne (0000-1174ou84), dont il a été parlé plus haut (ainsi que de Guillaume de Vasiège son frère), pour assurer à perpétuité à leur postérité la domination de la ville de Vasiège, passèrent un traité portant promesse de ne la céder à personne. Cet acte fut passé dans leur jeunesse en 1130. Il avait épousé en premièces noces N. de ... et en secondes noces Ave de Vasiège.
Du premier lit il eut :
● Raymond de Varagne, chevalier, qui continua la branche de son nom, de laquelle il sera parlé ci-après.
● Bernard de Gardouch (0000-1207), damoiseau, mort sans alliance.
● Guillaume de Varagne (1224-0000) père de :
```
 • Gaufrid de Varagne, connétable et gouverneur de Carcassonne (en 1271).
```

```
 • Florent de Varagne, chevalier, amiral du Roi (en 1271).
```

Du second lit il eut :
● Arnaud de Vasiège (qui suit).
● Hugues de Vasiège (1197).
● Guillaume de Vasiège (1197).
2) Arnaud de Vasiège, co-seigneur de Gardouch, d’Aiguesvives, Montgiscard et d’Aimé (en 1184), signa avec ses frères le 4/10/1184 un second traité pareil à celui de leur père sur la ville de Vasiège, mais bientôt après il échangea la moitié de la ville de Vasiège avec Raymond VII, comte de Toulouse, le 14/01/1231, avec les portions que ledit comte possédait au Château de Gardouch, à la Bruyère et au Fort de Mourvilles. Il épousa en secondes noces Dame Astorgues dont il n’eut point d’enfants. Ceux du premier lit furent :
● Bertrand de Vasiège (qui suit).
● Guillaume de Vasiège.
3) Bertrand de Vasiège, co-seigneur de Gardouch, Aiguesvives, Montgiscard. Il fut père de :
● Bertrand de Vasiège (qui suit).
● Arnaud de Vasiège, chevalier qui prêta serment de fidélité (en 1271) au commissaire du Roi, pour la réunion du Comté de Toulouse à la Couronne. Il épousa Dame Condor dont il eut :
```
 • Guillaume de Vasiège (1288).
```

```
 • Arnaud de Vasiège, chevalier (1307).
```

```
 • Hugues de Vasiège, damoiseau, qui épousa Dame Gauffine dont il n’eut point d’enfants.
```

```
 Ces seigneurs vendirent le 4/02/1280 au Couvent de Prouille, des censices qu’ils avaient.
```

4) Bertrand de Vasiège, chevalier, co-seigneur de Gardouch et de Ceyré, il donna (en 1280) des coutumes à la ville de Gardouch. Il épousa Raymonde de Villars dont il eut :
● Bertrand de Vasiège (qui suit).
● Jean de Vasiège, chevalier Templier.
5) Bertrand de Vasiège (0000-~1327), damoiseau, co-seigneur de Gardouch, Ceyré, Fanjaux, etc., ayant eu des démêlés avec Gaillard et Guillaume Arnoud de Varagne, frères, chevaliers, ses cousins, il les tua en duel. Comme ces derniers étaient de grands capitaines, il s’attira la colère de grands capitaines, ainsi que celle du Roi Philippe le Bel. Bertrand se retira dans les Etats du Roi de Majorque. Philippe le Bel écrivit le 12/10/1308 à Jacques, Roi de Majorque, pour qu’il lui livrât Bertrand, ce qu’il refusa. Quelque temps après, Bertrand revint chez lui. Il mourut vers 1327, laissant pour fils Raymond Guillaume de Vasiège (qui suit).
6) Ramond Guillaume de Vasiège, chevalier, co-seigneur de Gardouch (en 1353) qui épousa Dame Jeanne dont on ignore le nom de famille, il n’en eut point d’enfants.
Ainsi finit la branche de Vasiège issue du second mariage de Bertrand 1er de Varagne, mort vers 1174, avec Dame Ave. La fortune de cette branche fut à la mort de Raymond Guillaume généralement dispersée.
BRANCHE DES SEIGNEURS DE VARAGNE
2) Raymond de Varagne, chevalier, co-seigneur de Gardouch-Subra, Vieillevigne, Monteferrand, Vignonet, Montesquieu, etc. (1227), fils aîné de Bertrand de Vasiège et de sa première épouse dont on ignore le nom. Il se rendit redoutable par les dévastations qu’il fit chez ses voisins et chez les religieux de Boulbonne de l’Ordre de Saint-Bernard. Pour les arrêter, la ville de Toulouse lui fit la guerre. Elle prit fin par un traité de paix conclu en 1227 dans lequel intervint pour garant, le seigneur Bernard de Gardouch, son frère damoiseau. Ses enfants furent :
● Hugues de Varagne (qui suit).
● Bernard de Gardouch (0000-1271) décédé sans alliance en 1271.
● Raymond de Varagne (vivant en 1271) lequel et ses deux frères prêtèrent le serment de fidélité au commissaire du Roi envoyé dans le Toulousain pour prendre possession dudit pays. Il eut pour enfants :
```
 • Arbaud Guillaume de Varagne, chevaler (1307) qui se maria à Orpaix de La Tour de Laurac puis à Condor de Verniolle, ils furent tués en duel par Bertrand de Vasiège leur cousin. Ses enfants furent :
```

```
    
-
 Hugues de Varagne (1313) mort sans postérité.
```

```
    
-
 Aymard de Varagne (1312) mort sans postérité.
```

● Gaude de Varagne leur sœur qui recueillit la plus grande partie de leur succession, par la mort des fils de Raymond (Hugues et Aymard), qu’elle apporta par son mariage à Arnaud de Vauré, damoiseau, seigneur de la ville de Lavaur, aïeul de la Marquise de Vauré épouse de Bernard de Varagne, qui suivra.
3) Hugues de Varagne, chevalier (1271), qualifié de Monseigneur dans des titres de l’an 1293, co-seigneur de Gardouch, Ceyré, Lagarde, Vignonet, Montferrand, vieillevigne, Montesquieu, il prêta le serment de fidélité pour la succession du Comté de Toulouse à la Couronne, entre les mains de Florent de Varagne, chevalier, amiral du Roi, son cousin, commissaire du Roi Philippe le Hardi, pour le recevoir. Ses enfants furent :
● Izard de Varagne (qui suit).
● Guillaume  de Varagne, chevalier (1313) qui eut pour fils :
```
 • Hugues de Varagne, chevalier (1352) père de :
```

```
     
-
 Sicard de Varagne (1378) qui épousa Dame Roger.
```

```
     
-
 Guillaume de Varagne (1371).
```

```
     
-
 Bertrande de Varagne qui épousa Germain d’Escassés à qui elle porta la succession de ses deux
```

```
       frères morts sans enfants.
```

● Arnaud de Varagne (0000-1317) mort en 1317 qui fut père de :
```
 • Hugues de Varagne (vivant en 1317).
```

```
 • Bernard de Varagne (vivant en 1366).
```

```
 • Guillaume de Varagne (vivant en 1333).
```

```
 • Bernard Raymond de Varagne (vivant en 1364) Père de :
```

```
     
-
 Gaillard de Varagne (vivant en 1334) qui épousa Dame Rique d’Hautpoul.
```

```
     
-
 Bernard de Varagne (vivant en 1334) religieux de Saint-Benoît à Montolieu.
```

4) Izard de Varagne, chevalier, co-seigneur de Vignonet, Montferrand, Cumiès, Ricaud, Fajac, Gardouch, Castelnaudary. Il épousa une fille de la Maison surnommée de Manso, établie dans le diocèse de Mirepoix. Ses enfants furent :
● Bernard de Varagne (qui suit) :
● Bertrand de Varagne qui épousa Agnès d’Hautpoul.
● Guillaume de Varagne, chevalier (1341).
● Arnaud de Varagne (vivant en 1341) religieux de Saint-Dominique.
● Braide de Varagne, religieux de Saint-Dominique.
● Cardonne de Varagne qui épousa Roger de Mirepoix descendant des anciens seigneurs de cette ville, exterminés par les Croisés.
5) Bernard de Varagne, damoiseau (en 1357), co-seigneur de Gardouch, Renneville, Lagarde, Villefranche, Saint-Rome, Vieillevigne, Ceyré, Montferrand, Vignonet, Saint-Félix, Revel et Sorèze. Gouverneur Saint-Fiquier. Il avait épousé en premières noces Népauze de Châteauverdun et en secondes noces Marquise de Vauré sa cousine, fille de Guillaume, damoiseau, seigneur de la ville de Lavaur, et de Garcinde de Dupui, sur la dispense qu’il en obtint du Pape en 1349. Il testa en 1341. Par son testament il veut être porté à l’Abbaye de Boulbonne pour y être inhumé dans une chapelle qu’il voulut y être bâtie et dédiée à saint Martin ou à saint Georges. Il ordonna qu’un prêtre, à la nomination de ceux de sa race, y dirait journellement des messes. Il légua à trente pauvres filles la valeur de ses livres dont il avait fait une collection considérable. Le Roi Jean, dit le Président Hénault, n’en avait qu’une vingtaine, et Charles V, son fils, parvint à en rassembler environ 500. Ses enfants du premier lit furent :
● Gaillard de Varagne (qui suit).
● Orpaix de Varagne, morte enfant en 1341.
● Izard de Varagne, damoiseau, qui prêta serment de fidélité au Roi Charles VI, à Toulouse en mois de décembre 1389. Il avait épousé Elips de Castillon dont il eut :
```
 • Gaillard de Varagne, damoiseau.
```

```
 • Jean de Varagne, damoiseau, qui se signala, ainsi que son frère, au siège du Château de Lourde en 1407. Charles VI leur accorda des lettres de rémission pour certain meurtre, à raison, est-il rapporté dans lesdites lettres, de leur haute et illustre naissance, et des services signalés par eux et par leurs ancêtres, à lui rendus et aux rois ses prédécesseurs. Jean fut viguier de Toulouse et capitoul en 1412. Il avait épousé Jeanne Dambrin de Montastruc. Il mourut le 9/04/1441 ainsi que son fils Charles mort dans l’enfance le 7/04/1443, et Marquise de Varagne sa fille morte le 6/11/1442.
```

```
  • Bertrand de Varagne (enfant bâtard d’Izard) qui épousa Dame Faurèze dont il n’eut point d’enfants. Il mourut en 1430. Bernard de Varagne eut du second lit :
```

● Soudeiran de Varagne (vivant en 1366), religieux de Saint-Benoît.
● Sclarmonde de Varagne (vivante en 1361) mariée successivement à Pierre de Clergue, Jean de Meritains, Pierre Rigault de Vaudreuil, Pierre de Gameville de Montpapou, Bernard de Villeneuve-la Crouzille.
6) Gaillard de Varagne, damoiseau (en 1420), seigneur de Lagarde, Lampaud, Serviès, Vieillevigne et Gardouch. Il épousa l’héritière de la Maison de Peites, qui lui porta en dot les terres de Lampaud et de Serviès. Il mourut dans une extrême vieillesse en 1420. Ses enfants furent :
● Gaillard de Varagne (qui suit).
● Bernard de Varagne qui fut un de ceux qui délivrèrent en 1438 le Château et la ville de Sainte-Gabelle des routiers qui en avaient fait leur place d’armes.
● Andrée de Varagne mariée avec Jacques de Dumont de Rouaix, un mardi du mois de janvier 1407.
● Philiberte de Varagne mariée avec Arnaud de Plagnolle, damoiseau, seigneur de Saint-Germier, mère d’une fille unique, Jeanne de Plagnolle morte dans l’enfance.
7) Gaillard II de Varagne, damoiseau (en 1463), baron de Bélesta, Roqueville, Lampaud, co-seigneur d’Escaffès, Félix, Mourvilles, Lagarde, Gardouch, Vieillevigne. Il épousa Brune de Roqueville, fille unique d’Alzias, baron de Bélesta. Il rendit hommage de ses terres à Louis XI, Roi de France, un lundi 7/06/1463, dans la salle de la Trésorerie de Toulouse où ce Prince était logé. Il laissa de son mariage :
● Gaillard de Varagne (qui suit).
● Imberte de Varagne née en 1443, mariée à Antoine de Montesquieu-Coustaussa (1463).
● Bertrand de Varagne qui épousa en 1471 Jeanne d’Aranave dont il eut :
```
 • Guillaume de Varagne (1488).
```

```
 • Marguerite de Varagne (1488) qui épousa Gabriel de Gavaret.
```

```
 • Claire de Varagne mariée à Bernard Ravainh.
```

```
 • Jean de Varagne (1508) père de Marthe qui épousa (1531) Mathieu de Montauriol.
```

```
 • Françoise de Varagne (1549) qui épousa Jacques de Gach.
```

● Jean de Varagne, prieur commendataire du Prieuré Sainte-Marie de Pierrepertuse et de Lavelanet (1494).
8) Gaillard III de Varagne de Bélesta, damoiseau (1509), baron de Rieux, Les Cassès, Mourvilles, co-seigneur de Saint-Félix, Saint-Paulet, Juzes, Lesbauch, Gardouch, Vieillevigne, Lagarde. Il faut un des principaux seigneurs que le Roi commit par ses lettres datées du 11/10/1465 pour mettre sous la main le temporel de l’Archevêché de Toulouse durant le Schisme qui agita cette ville après la mort de Pierre de Saint-Martial son archevêque. Il se maria le 5/02/1448 en premières noces avec Marguerite de Plagnolle et en secondes noces avec Jeanne de La Tour. Il testa le 17/08/1497 et laissa de son mariage :
● Gaillard de Varagne (qui suit).
● Jeanne de Varagne (1497) mariée avec Pierre d’Aban, chevalier, baron de Roquenégade.
● Arnaud de Varagne (1512) religieux de Saint-François.
● Pierre de Varagne (1497) mort jeune.
● Marie de Varagne, mariée avec Gaubert de Fanjaux de Mirepoix (1516).
● Flore de Varagne, mariée le 11/11/1511 à Gui d’Elpech seigneur de Cuganc et de Crameaux.
9) Gaillard IV de Varagne Bélesta, chevalier de l’Ordre du Roi, baron de Rieux, Mourvilles, Les Cassès, Saint-Félix, Saint-Paulet, Gardouch, Vieillevigne. Il avait épousé le 20/01/1494 Hélène du Vivier fille du haut et puissant seigneur Guillaume du Vivier et autres terres. Il mourut en 1530 et eut pour enfants :
● Guillaume de Varagne Bélesta (qui suit).
● Pierre de Varagne Bélesta, prieur de Pierrepertuse, chanoine de St-Sernier de Toulouse, mort vers 1570.
● Savarit de Varagne Bélesta, destiné à l’Etat ecclésiastique, mort dans l’enfance (1513).
● Olivier de Varagne Bélesta mort dans l’enfance (1517).
● Raymond de Varagne Bélesta (1530) qui se maria avec Mangete de Thuri et mourut le 2/11/1565.
● Françoise de Varagne Bélesta qui épousa Barthélémi de Lavergne, seigneur de Montbazin, gouverneur de Salulce.
Seigneurs de Biès :
● Antoine de Varagne Biès qui fut la tige de la branche de Biès (éteinte). Il fut père de :
```
 • Louis de Varagne Biès.
```

```
 • Antoine de Varagne Biès (1570).
```

```
 • François de Varagne Biès (1583) qui fut père de Philippe de Varagne Biès lequel eut pour fils Géraud de Varagne Biès.
```

● Ainsi finit la branche de Biès
10) Gaillard V de Varagne Bélesta, chevalier (1566) dit le Capitaine Gardouch, baron de Bélesta, seigneur de Mourvilles, Les Cassès, Saint-Félix, Saint-Paulet, Gardouch, Vieillevigne. Il épousa le 21/03/1528 Jeanne Rigaud de Vaudreuil fille de Vital, baron d’Auriac et de Catherine Lauzières-Thémines. Il testa en 1562 et mourut en 1566. Ses enfants furent :
● Jean de Varagne Bélesta (qui suit).
● Isabeau de Varagne Bélesta (1561).
● Jeanne de Varagne Bélesta (1562) mariée à Antoine de Toulouse Lautrec, seigneur de Saint-Germier.
● Catherine de Varagne Bélesta qui épousa le 20/03/1562 Antoine de La Tour, elle mourut sans enfants dans l’année de son mariage.
● Françoise de Varagne Bélesta, religieuse du Monastère des Ninenques, elle quitta cet état pour se marier le 18/06/1566 à François de La Tour.
● Honorée de Varagne Bélesta (1562) morte dans l’enfance
● Hector de Varagne Bélesta (fils naturel de Gaillard) appelé « le Capitaine Gardouch », capitaine d’une compagnie de 100 Lances, tué à la bataille de Jarnac le 13/03/1569.
11) Jean de Varagne Bélesta, capitaine d’une Compagnie de 100 hommes d’armes, gentilhomme de la Chambre du Roi, seigneur de Mourvilles, Les Cassès, Agux, Trémoulet, co-seigneur de Saint-Félix, Saint-Paulet, Gardouch, Vieillevigne. Il se trouva au siège de Metz, à la prise de Calais sur les Anglais, à l’expédition que le Duc de Guise fit en 1558 dans la Picardie et dans le Luxembourg, à la bataille de Dreux gagnée sur les Religionnaires. Il épousa le 23/11/1574 Anne de Bazillac fille de Jean et de Dame Anne de Rochechouart, tante de François du Plessis de Richelieu, père du Cardinal. Il fut tué dans son château de Bélesta par les Religionnaires au mois d’octobre 1585, laissant de sa femme qui lui survécut :
● Louis Girard de Varagne Bélesta (qui suit).
● Jean Antoine de Varagne Bélesta, tué en duel à Bordeaux au mois d’octobre 1601.
● Charles de Varagne Bélesta, capitaine aux Gardes, qui avait été marié à Suzanne Marie de Saint-Germain dont il n’eut point d’enfants. Il mourut à Paris le 13/02/1546.
● Jeanne Charlotte de Varagne Bélesta qui fut mariée en 1596 à Guillaume de Vauré, seigneur de La Bastide Carlipa.
● Marguerite de Varagne Bélesta morte en 1594.
12) Louis Girard de Varagne Bélesta, baron de Bélesta, seigneur de Gardouch, Mourvilles, Les Cassès, Agux, Trémoulet, co-seigneur de Saint-Félix. Il épousa le 7/11/1596 Marie de Cheverry de La Réole fille de Pierre baron de La Réole et de Bourguine de Dufort de Saint-Jorry. Il testa le 17/08/1629 et mourut le 29/05/1634. Il eut pour enfants :
● Paul de Varagne Bélesta (qui suit).
● Anne de Varagne Bélesta qui fut mariée le 5/11/1624 à Jean Blaise de Garaud Castillon.
● Paule de Varagne Bélesta qui épousa le baron de Tauriac.
13) Paul de Varagne Bélesta, baron de Bélesta, seigneur de Gardouch, co-seigneur de Saint-Félix. Il épousa le 17/08/1627 Marie de Lordat fille de Jean de Lordat baron de La Bastide & Casseneuve et de Dame Jeanne de Génibrouse. Ses enfants furent :
● Louis de Varagne Bélesta (qui suit).
● Michel de Varagne Bélesta, tué en Flandre dans sa 19ème année.
● Anne de Varagne Bélesta, religieuse à l’Annonciade d’Albi.
14) Louis de Varagne Bélesta, baron de Bélesta, seigneur de Gardouch et de Massanès. Il fut fait capitaine de Chevaux-Légers à l’âge de 20 ans. Il épousa Jeanne d’Arjeac de Savensa Morlhon le 6/11/1651, fille de Pierre d’Arjeac baron de Savensa et de Dame Marie La Valette Cornusson. Il mourut vers 1675 et eut pour enfants :
● Charles de Varagne Gardouch Bélesta (qui suit).
● Jean de Varagne Bélesta, docteur en théologie, prieur de Saint-Michel de Castelnau d’Elébezoit.
● N. de Varagne Bélesta, capitaine au Régiment de Castres.
● Marguerite de Varagne Bélesta, religieuse de l’Annonciade d’Albi.
● Françoise de Varagne Bélesta, Religieuse à l’Abbaye de Villemur.
● Anne Varagne Bélesta épousa Jean Sébastien de Roquefort Marquein de Salles.
● Marie Anne de Varagne Bélesta fut mariée à N. de Prohenques.
15) Charles de Varagne Gardouch Bélesta, seigneur de Gardouch Bélesta, Massanès, fut Page du Roi à la Grande Ecurie, puis cornette au Régiment Royal, Roussillon, capitaine de Cavalerie dans celui de Dauphiné Etranger et mestre du camp en 1703. Il épousa le 20/11/1686 Marie de Roquefort de La Palue de Marquein, seoeur de Charles de Roquefort, mort en 1748, Grand-Prieur de Saint-Jean-de-Jérusalem de Toulouse, et fille d’Antoine de Roquefort et de Marie Darnaud de d’Ornolac. Ils moururent tous les deux en 1726. Leurs enfants furent :
● Jean Charles de Varagne Gardouch Bélesta (qui suit).
● Jean Sébastien de Varagne Gardouch Bélesta, né à Bélesta en mars 1696, reçu chevalier de Malte en 1713, ensegine au Régiment de La Marche, Infanterie en janvier 1712, aide-major du même Régiment en juillet 1714, capitaine au même Régiment en décembre 1714, s’est trouvé à la bataille navale de Paisava et au siège de Barcelone, fut en Pologne, fit la fameuse campagne de Dantzick, fut envoyé en France par la Czarine pour rendre compte à la Cour des raisons qu’elle avait pour garder en otage les trois Régiments de Périgord, La Marche, Blaisois, jusqu’à ce qu’on lui eût rendu la frégate nommée Mittau qui avait été prise près de Copenhague par cinq vaisseaux de Roi commandé par M. du Barrail. A eu la commanderie de Poucharramet en 1749, a été nommé Bailli, Grand Croix de l’Ordre de Malte le 18/12/1759.
● Louis Hippolyte de Varagne de Gardouch, né le 18/07/1700, reçu chevalier de Malte de Minorité le 19/03/1701 à la commanderie de La Tronquière.
● Jean de Varagne de Gardouch, né en 1704, appelé le chevalier de Roqueville, chevalier de Malte.
● Claire de Varagne de Gardouch, religieuse aux Cassès.
● Anne de Gardouch qui épousa Etienne de Cabriol sénéchal de Castres, décédée sans enfants.
● Marie de Gardouch, religieuse de l’Annonciade à Albi.
● Catherine de Gardouch, religieuse à l’Annonciade à Albi.
16) Jean Charles de Varagne Gardouch Bélesta, né à Bélesta le 28/10/1695, seigneur de Gardouch, seigneur de Bélesta, Beaupui, Brignamont, Stramiac, Cépet, La Bastide-Saint-Sernin, Villariès, Fignan, Bar, Saint-Clément, Cazillac, co-seigneur de la ville de Brives en Limousin, a été Page du Roi à la Grande Ecurie en avril 1713, cornette au Régiment d’Anjou, Cavalerie en 1715. Il s’est marié en juillet 1724 avec Marie Thomasse de Juliard fille de Messire François de Juliard et de Marie de Thésan, née le 14/01/1700. Il eut pour enfants :
● François de Varagne de Gardouch Bélesta (qui suit).
● Antoine Joseph de Varagne de Gardouch, né à Toulouse de 5/12/1732, reçu chevalier de Malte, mourut à Paris en 1741.
● N. de Varagne de Gardouch morte dans l’enfance.
● N. de Varagne de Gardouch aussi morte dans l’enfance.
● Marie Charlotte de Varagne Gardouch, née le 15/08/1741, mariée le 10/11/1762 à Charles Madeleine de Pressac, vicomte d’Esclignac, maréchal des camps et armées du Roi, capitaine de Gendarmerie.
17) François de Varagne Gardouch Bélesta, né à Toulouse le 10/06/1725, marquis de Bélesta, seigneur de Bar, Saint-Clément, Cazillac, co-seigneur de la ville de Brives en Limousin, seigneur de Château Regnault, La Poissonnière, Artois, Crozon, Poulmic, Rosmadec, etc. Il a été mousquetaire du Roi dans la 1ère Compagnie le 13/07/1745, second cornette des Chevaux-Légers, sous le titre d’Orléans le 20/01/1747, enseigne de la Compagnie des Gendarmes sous le titre de Berry le 1/02/1749, mestre de camp de Cavalerie le 26/05/1757. Il s’est marié le 11/06/1752 (contrat signé par le Roi et la famille royale le 8 juin) avec Marie Charlotte de Rousselet de Château-Renaud, née le 20/09/1728, fille d’Emmanuel de Rousselet marquis de Château-Renaud, lieutenant général de la province de Bretagne, et d’Anne Julie de Montmorency Fosseux. La marquise de Bélesta a été nommée en juin 1752 une des Dames de Mesdames Victoire, Sophie et Louise, et est sœur de la comtesse d’Estaing.
Bibliographie : Archives Départementale de la Haute-Garonne / Archives Départementales de l’Aude / Wikipédia / Geneanet / Odette Bedos (Villefranche-de-Lauragais) / Dictionnaire généalogique héraldique chronologique et historique de la noblesse (François Alexandre Aubert de la Chesnaye des Bois – 1757) / Dictionnaire des familles françaises anciennes ou notables à la fin du XIXe siècle (par Chaix d’Est-Ange) / Informations archéologiques circonscription de Toulouse / Ouvrages de Georges Baccrabère / Site Web Persée / Site Web Eglises du Lauragais / Le grand armorial de France (Henri Jougla de Morénas) / Armorial général (Jean-Baptiste Rietstap) / Nobilaire Toulousain (Alphonse Brémond) / La noblesse toulousaine au XVIIIe siècle (Frédéric Mauro) / Généalogie de Varagne (Gastelier de La Tour – XVIIIe siècle) / André Barrau (site web Gardouch-village-Lauragais) / Ouvrage de Gestelier de La Tour (généalogiste du 18ème s.) / Archives du château de Gardouch / Archives de Boulobonne / Archives du Grand Prieuré de Toulouse / Archives de l’Ordre de Malte / Archives de Couvent de Prouille / Histoire du Languedoc (Dom. Vaissette) / Histoire des comtes de Toulouse (Castel) / Annales de la ville de Toulouse (Faille).

## Politique et administration

### Administration municipale
Le nombre d'habitants au recensement de 2011 étant compris entre 500 et 1 499 habitants, le nombre de membres du conseil municipal pour l'élection de 2014 est de quinze,.

### Rattachements administratifs et électoraux
Commune faisant partie de la dixième circonscription de la Haute-Garonne de la communauté de communes des Terres du Lauragais et du canton de Revel (avant le redécoupage départemental de 2014, Gardouch faisait partie de l'ex-canton de Villefranche-de-Lauragais).

### Liste des maires
| Période                                  | Période   | Identité          | Étiquette | Qualité                                                    |
| ---------------------------------------- | --------- | ----------------- | --------- | ---------------------------------------------------------- |
| Les données manquantes sont à compléter. |           |                   |           |                                                            |
| mars 1989                                | août 2011 | François Fournier | PS        | 1er vice-président de la Communauté de Communes            |
| septembre 2011                           | En cours  | Olivier Guerra    | PS        | Vice-président de Terres du Lauragais chargé de l'Économie |

## Population et société

### Démographie
L'évolution du nombre d'habitants est connue à travers les recensements de la population effectués dans la commune depuis 1793. Pour les communes de moins de 10 000 habitants, une enquête de recensement portant sur toute la population est réalisée tous les cinq ans, les populations de référence des années intermédiaires étant quant à elles estimées par interpolation ou extrapolation. Pour la commune, le premier recensement exhaustif entrant dans le cadre du nouveau dispositif a été réalisé en 2006.

En 2022, la commune comptait 1 360 habitants, en évolution de +8,02 % par rapport à 2016 (Haute-Garonne : +8,02 %, France hors Mayotte : +2,11 %).
| 1793 | 1800 | 1806  | 1821  | 1831  | 1836  | 1841  | 1846  | 1851  |
| ---- | ---- | ----- | ----- | ----- | ----- | ----- | ----- | ----- |
| 987  | 930  | 1 095 | 1 288 | 1 207 | 1 215 | 1 203 | 1 232 | 1 262 |

| 1856  | 1861  | 1866  | 1872  | 1876  | 1881 | 1886 | 1891 | 1896 |
| ----- | ----- | ----- | ----- | ----- | ---- | ---- | ---- | ---- |
| 1 195 | 1 142 | 1 160 | 1 109 | 1 038 | 984  | 970  | 915  | 838  |

| 1901 | 1906 | 1911 | 1921 | 1926 | 1931 | 1936 | 1946 | 1954 |
| ---- | ---- | ---- | ---- | ---- | ---- | ---- | ---- | ---- |
| 801  | 798  | 807  | 770  | 730  | 690  | 654  | 638  | 652  |

| 1962 | 1968 | 1975 | 1982 | 1990 | 1999 | 2006  | 2011  | 2016  |
| ---- | ---- | ---- | ---- | ---- | ---- | ----- | ----- | ----- |
| 633  | 711  | 689  | 727  | 889  | 996  | 1 233 | 1 295 | 1 259 |

| 2021  | 2022  | - | - | - | - | - | - | - |
| ----- | ----- | - | - | - | - | - | - | - |
| 1 336 | 1 360 | - | - | - | - | - | - | - |

| selon la population municipale des années : | 1968 | 1975 | 1982 | 1990 | 1999 | 2006 | 2009 | 2013 |
| Rang de la commune dans le département      | 92   | 124  | 132  | 136  | 138  | 133  | 129  | 138  |
| Nombre de communes du département           | 592  | 582  | 586  | 588  | 588  | 588  | 589  | 589  |

### Économie locale
Gardouch située sur le bassin de vie de la Communauté de Communes Terres du Lauragais, fait partie des communes économiques dites en "Pôle secondaire" tout comme Villenouvelle, et Avignonet-Lauragais.
Au 1er janvier 2019, la commune compte 12 commerces (2 boulangeries et 1 coopérative de pains, 1 point Presse et bureau de tabac, 1 établissement de chambres d'hôtes, 1 gîte, 1 Salon de coiffure et 1 salon bien être, 1 garage-réparation pneus, 1 pizzéria, 3 restaurants).
De plus, se sont 19 entreprises qui sont présentes sur le territoire de la commune (Agent immobilier, Bureau d'études, Cabinet d'architecture, Artisans carreleurs, Ebéniste, menuisier, électricien, maçons, nettoyage, expert en livres anciens, plombier, plâtrier, prothésiste ongulaire, staffeur, sécurité-alarme). L'entreprise Laurière et Fils BTP est située dans la commune depuis plus de 20ans.
Depuis avril 2019 et ce chaque jeudi soir, un marché de producteurs locaux a lieu sur la place de la Mairie qui réunit artisans, fermiers, qui proposent divers produits du territoire, fruits, légumes..

### Santé
Maison de santé implantée depuis avril 2014 qui regroupe plusieurs professionnels de santé : médecine générale, infirmière, kinésithérapie, psychomotricité, orthophonie, psychologie, chirurgiens-dentistes, sages-femmes, orthopédiste-orthésiste, podo-orthésiste.

### Enseignement
Gardouch fait partie de l'académie de Toulouse.
La ville dispose d'une école maternelle et élémentaire, le groupe scolaire Claude Nougaro.
La commune dispose également d'un restaurant scolaire, service public qui accueille les élèves 1/2 pensionnaires qui bénéficient de repas confectionnés et servis sur place.

### Économie

#### Revenus
En 2018  (données Insee publiées en septembre 2021), la commune compte 528 ménages fiscaux, regroupant 1 303 personnes. La médiane du revenu disponible par unité de consommation est de 24 230 € (23 140 € dans le département).

### Emploi
|                | 2008  | 2013  | 2018  |
| -------------- | ----- | ----- | ----- |
| Commune        | 4,4 % | 5,2 % | 3,7 % |
| Département    | 7,7 % | 9,6 % | 9,3 % |
| France entière | 8,3 % | 10 %  | 10 %  |

En 2018, la population âgée de 15 à 64 ans s'élève à 813 personnes, parmi lesquelles on compte 79,4 % d'actifs (75,7 % ayant un emploi et 3,7 % de chômeurs) et 20,6 % d'inactifs,. Depuis 2008, le taux de chômage communal (au sens du recensement) des 15-64 ans est inférieur à celui de la France et du département.
La commune fait partie de la couronne de l'aire d'attraction de Toulouse, du fait qu'au moins 15 % des actifs travaillent dans le pôle,. Elle compte 201 emplois en 2018, contre 205 en 2013 et 177 en 2008. Le nombre d'actifs ayant un emploi résidant dans la commune est de 616, soit un indicateur de concentration d'emploi de 32,7 % et un taux d'activité parmi les 15 ans ou plus de 62,6 %.
Sur ces 616 actifs de 15 ans ou plus ayant un emploi, 92 travaillent dans la commune, soit 15 % des habitants. Pour se rendre au travail, 86,5 % des habitants utilisent un véhicule personnel ou de fonction à quatre roues, 5,8 % les transports en commun, 4,1 % s'y rendent en deux-roues, à vélo ou à pied et 3,6 % n'ont pas besoin de transport (travail au domicile).

### Culture et festivités
Une bibliothèque municipale a été créée dans l'enceinte de l'école, la bibliothèque François-Fournier, du nom de l'ancien maire de la commune décédé lors de son mandat.

### Activités sportives
Gardouch dispose de deux terrains de football, d'un terrain de tennis et d'un gymnase. Randonnée pédestre avec plusieurs chemins de randonnées dont une boucle inscrite et labellisée au registre de la Fédération Française de Randonnée Pédestre (Boucle d'Ornolac). La ville a son propre club de football, le G.O.C. (Gardouch Olympique Club). Le G.O.C. a fêté en 2018 ses 80 ans d'existence.
17e étape du Tour de France 2005

### Écologie et recyclage
La collecte et le traitement des déchets des ménages et des déchets assimilés ainsi que la protection et la mise en valeur de l'environnement se font dans le cadre de la communauté de communes Terres du Lauragais.
- 1er Prix des villes et villages fleuris de la Haute-Garonne saison 2016/2017 et 2018/2019

## Culture locale et patrimoine

### Lieux et monuments
la MSP de gardouch

#### Patrimoine religieux
- L'église paroissiale Saint-Martin.

#### Patrimoine civil
Une partie du patrimoine est liée au canal du Midi :
- L'écluse, le pont et la maison éclusière de Gardouch datent des XVIIIe et XIXe siècles. L'ensemble est inscrit monument historique depuis 1998[40].
- Le port et un pont-canal jouxtent l'écluse.
- Écluse de Laval également dans la commune.
- Le Mémorial des Bateliers situé dans l'enceinte du cimetière et inauguré en novembre 2018 par la municipalité il est le seul monument, sur le tracé du Canal du Midi, qui rend hommage aux travailleurs du canal.
- Arbres classés (Grand peuplier chemin de Vieillevigne et Chêne de Saint-Esteffe)
- L'aqueduc des Voûtes, dit aussi de l'Hers, est en partie dans la commune de Renneville. Il franchit l'Hers-Mort et date des XVIIe et XVIIIe siècles. Il est inscrit monument historique depuis 1998[41].

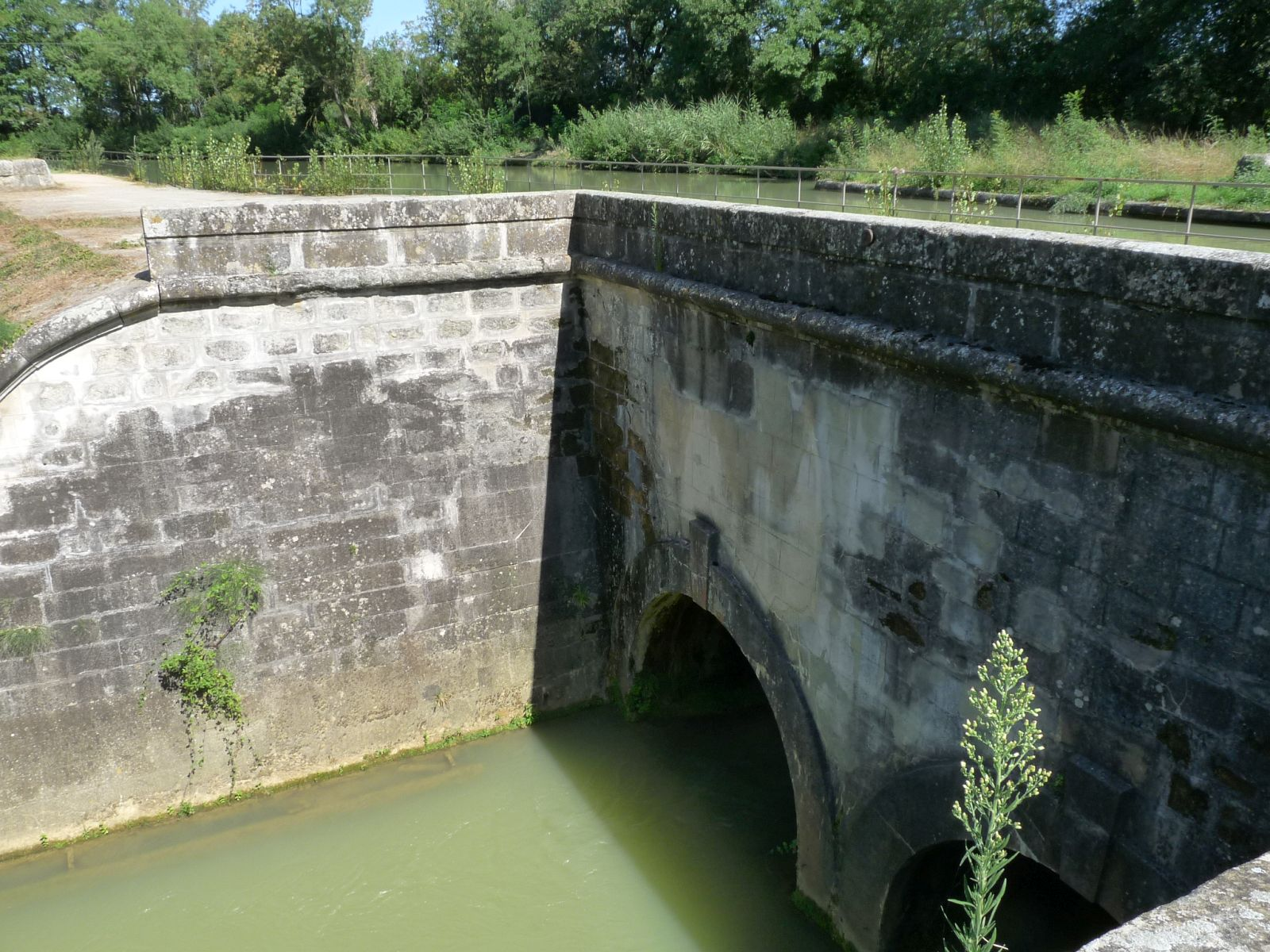
L'aqueduc de l'Hers
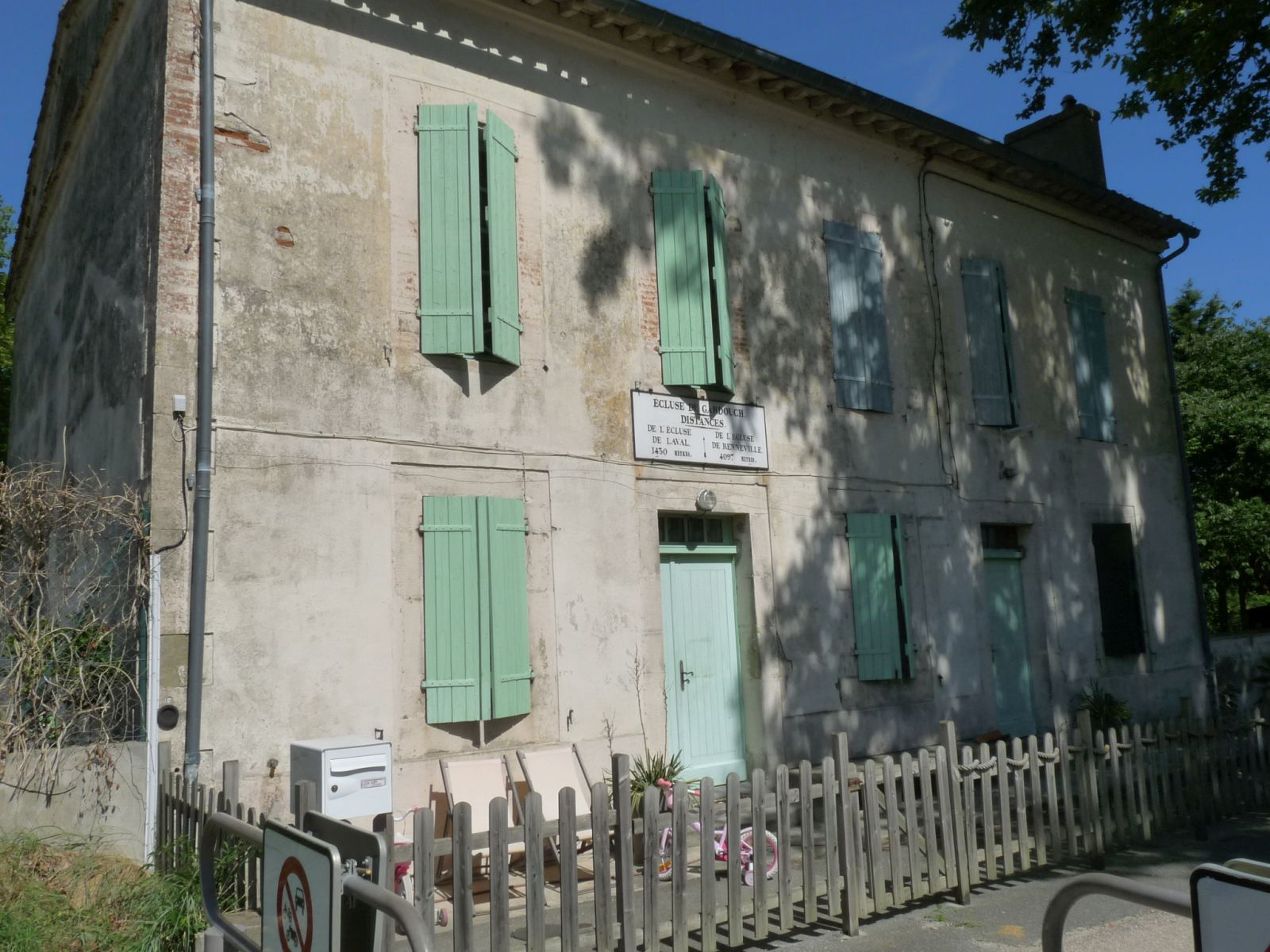
La maison éclusière de Gardouch

### Héraldique
| Gardouch | Son blasonnement est : D'or à la barre de gueules. |

## Pour approfondir